# Kumënskij rajon
Il Kumënskij rajon (in russo Кумёнский район?) è un rajon dell'Oblast' di Kirov, nella Russia europea. Istituito nel 1935, il cui capoluogo è Kumëny.